# Мігель Делібес
Мігель Делібес Сетьєн (ісп. Miguel Delibes Setién, 17 жовтня 1920, Вальядолід — 12 березня 2010, Вальядолід) — іспанський прозаїк, член Іспанської королівської академії.

## Життєпис
Мігель Делібес народився 17 жовтня 1920 року в Вальядоліді (Іспанія), столиці провінції Кастилія-і-Леон. Він був третім з восьми дітей викладача та директора міського комерційного училища. Навчався в художній школі. У 1938 році, під час громадянської війни, щоб уникнути примусової мобілізації, Мігель Делібес записався на флот. Після закінчення війни він вивчав комерцію і юриспруденцію, однак інтересу ці області в нього не викликали. У 1941 році він влаштувався в місцеву газету «El Norte de Castilla» карикатуристом, а пізніше став на журналістську дорогу. У 1946 році Делібес зайняв кафедру комерційного права в торговому училище в Вальядоліді, а в 1948 році вийшов його перший роман «У кипариса довга тінь», відзначений престижною премією Надаля. Повість «Дорога» (1950), як і ряд інших своїх творів, письменник присвятив Кастильському селу, селянському укладу життя з його стійкими етичними цінностями, які означають для автора більше, ніж досягнення цивілізації. Подібна життєва позиція не раз призводила до сутичок журналіста з реаліями франкіського режиму і його цензурою, що і стало причиною зміщення його з посади редактора газети. Однак те, що Делібес не міг сказати через газету, він висловлював у своїх книгах. Так народився роман «Щури» (1962) — епічна трагедія кастильського села. Трагедія Громадянської війни 1936—1939 років, вплив політичної тиранії повоєнних десятиліть на людську психологію і долю Делібес розкривав у романі «П'ять годин з Маріо» (1966). Справжні шедеври створені письменником у жанрі «мисливської» прози — «Книга про полювання на дрібну дичину». Серед інших творів письменника, що здобули йому широку популярність, можна також назвати «Червоні листи» (1959), «Війни наших батьків» (1975), «Кому віддає голос сеньйор Кайо?» (1978), «Святі безгрішні» (1981), «Жінка в червоному на сірому тлі» (1991). В 1998 році вийшов історичний роман «Єретик» — нова книга письменника, яка багатьма вважається його найкращим твором і за яку автор був висунутий на Нобелівську премію з літератури.
У 1973 році Мігель Делібес був обраний в Іспанську королівську академію мови. Письменник був лауреатом практично всіх найпрестижніших премій в іспаномовній літературі. У 1955 і 1993 роках він був нагороджений Премією за найкращу прозу, в 1982 році отримав Премію Принца Астурійського, в 1991 — Національну літературну премію, у 1993 — Премією Сервантеса. Кілька разів Делібес висувався на Нобелівську премію з літератури

## Вибрані твори
- La sombra del ciprés es alargada (1947, Премія Надаля)
- Diario de un cazador (1955)
- Siestas con viento sur (1957, премія Фастенрат)
- Diario de un emigrante (1958)
- Parábola del náufrago (1969)
- El disputado voto del señor Cayo (1978)
- Los santos inocentes (1981)
- Diario de un jubilado (1996)
- El hereje (1998, Національна літературна премія)